# Vincenc Brandl

Vincenc Brandl

Vincenc Brandl (* 5. April 1834 in Staré Brno, Mähren; † 26. Dezember 1901 in Brno) war ein mährischer Landesarchivar, Historiker und Quelleneditor.

## Leben
Vincenc Brandl, ein Kind armer Eltern, besuchte zunächst eine deutsche Schule und das Gymnasium in Brünn. Bis 1852 studierte er weiter an der Standesakademie, danach ein Jahr Recht an der Universität Wien und von 1856 bis 1857 am Historisch-philologischen Seminar. Er unterrichtete anschließend am deutschen Gymnasium in Brünn, von 1857 bis 1861 an der deutschen Realschule in Altbrünn und war danach bis 1899 als Landesarchivar tätig. In der Legislaturperiode von 1865 bis 1868 war Brandl Abgeordneter zum mährischen Landtag.
Brandl war Mitglied des Tschechischen Institution der Wissenschaften und der Tschechischen Akademie der Wissenschaften und Künste. Am 26. Dezember 1887 gründete er den Museumsverein Brünn.

## Werke
Brandl veröffentlichte Bücher über Rechtsgeschichte der Zeit vor der Gegenreformation in Mähren, bearbeitete Schriften von Karl dem Älteren von Zerotein und schrieb Bibliographien über Karel Jaromír Erben, Josef Dobrovský und Pavel Jozef Šafárik. Er war auch Befürworter der Echtheit der Grünberger Handschrift.
- Kniha pro každého Moravana, naše to dějiny, nad něž podnes nemáme lepších
- Libri citationum et sententiarum seu Knihy puhonné a nálezové, 1895